# Reinhard von Gemmingen-Hornberg (1576–1635)

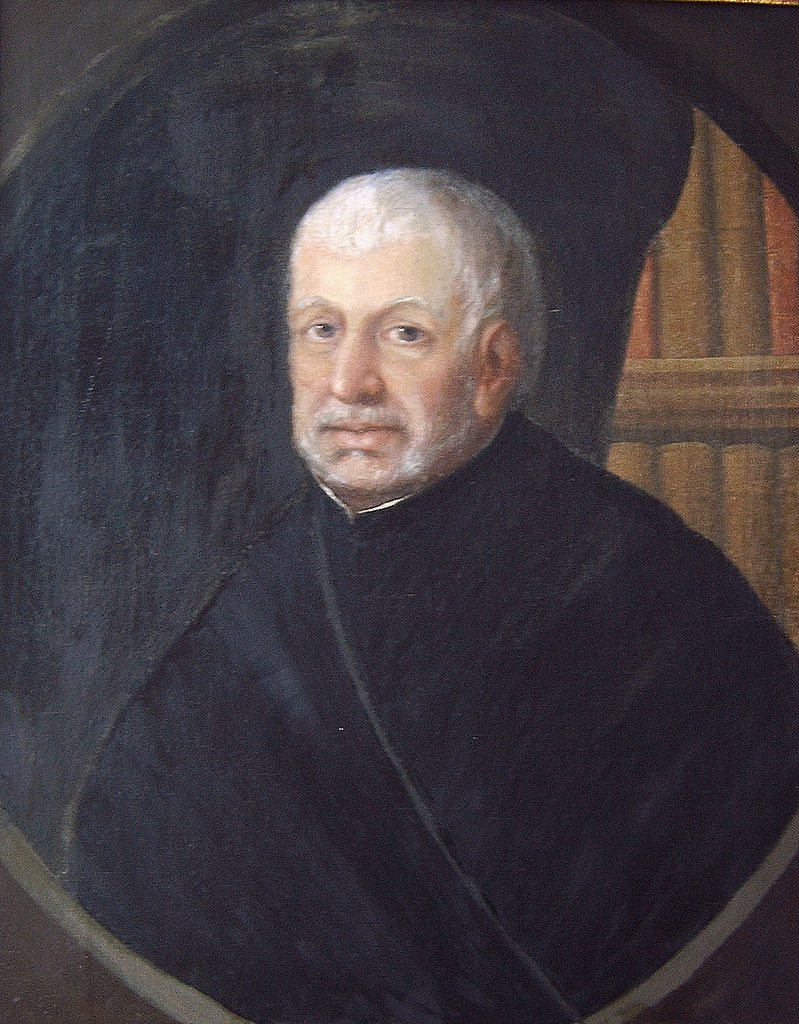
Reinhard von Gemmingen zu Hornberg

Reinhard Reichsfreiherr von Gemmingen zu Hornberg (* 7. Oktober 1576; † 7. Oktober 1635), genannt der Gelehrte,  gehörte dem Geschlecht der Freiherren von Gemmingen an. Er erwarb 1612 die Burg Hornberg, die bis heute der Hauptsitz der Linie Gemmingen-Hornberg ist. Außerdem war er Grundherr in Michelfeld, Treschklingen und Wolfskehlen sowie Burgmann zu Oppenheim und Nierstein. Er hat bis 1631 eine umfangreiche Chronik seiner Familie erstellt.

## Leben
Reinhard von Gemmingen, dem der Beiname „der Gelehrte“ beigelegt wurde, war einer der Söhne des Reinhard von Gemmingen (1532–1598) und der Helena von Massenbach (1534–1601). Er studierte an mehreren Universitäten, darunter in Tübingen, die Jurisprudenz und andere Fächer. 1598 wurde er Hofgerichtsrat zu Heidelberg im Dienste der Kurpfalz. 1605 verließ er aus Protest gegen die adelsfeindliche Politik des Kurfürsten Friedrich IV. dieses Amt und zog sich auf seine Güter in Oppenheim am Rhein zurück, die ihm gemeinsam mit dem Burglos zu Nierstein, einer Mühle an der Trostbach bei Eberstadt, einem Drittel vom Zehnten in Wolfskehlen und dem Oppenheimer Pastorhof bei der Erbteilung 1599 zugefallen waren.
Im Jahr 1612 erwarb er von den Herren von Heußenstamm für 50.000 Gulden Burg Hornberg mit „Zugehör“ (Stockbronner Hof, Neckarzimmern, Steinbach). Als nach dem Tod von Weirich von Gemmingen († 1613) die Michelfelder Güter der Familie heimzufallen drohten, gelang es Reinhard durch zähe Verhandlungen, 1614 in die Lehensfolge einzutreten. Nach dem Tod seines Bruders Hans Wilhelm (1573–1615) fielen ihm auch noch dessen Güter in Treschklingen zu. Er lebte abwechselnd in Michelfeld und auf dem Hornberg.
Mit dem Dreißigjährigen Krieg begannen für ihn unruhige Zeiten. Nicht nur die durchziehende Soldateska, sondern auch die Pest stellten eine andauernde Gefahr dar. 1626 schrieb Reinhard an den Keller von Ingenheim, dass er in Michelfeld von der Pest umringt sei. 1627 war er in Sinsheim auf der Flucht. In einem Schreiben aus jener Zeit bringt er zum Ausdruck, dass er und die armen Bauern nach acht Jahren der Belagerung, des Durchzugs und der Einquartierungen ausgesogen und ermattet seien. Trotz aller Nöte verfasste er in 25-jähriger Arbeit bis 1631 eine in mehreren Handschriften erhaltene Geschichte seiner Familie. 1635 starb er an der Pest, wahrscheinlich auf Burg Hornberg oder im darunter gelegenen Ort Neckarzimmern. Er wurde in der Dorfkirche von Neckarzimmern begraben.

## Familie
Er war in erster Ehe ab 1602 verheiratet mit Anastasia von Helmstatt (1579–1614), danach ab 1616 mit Regina Blick von Rotenburg (1597–1620) und zuletzt ab 1624 mit Rosina Maria von Helmstatt († 1645). Den Ehen entstammten insgesamt 15 Kinder, von denen nur einige namentlich bekannt sind. Sein Sohn Weiprecht (1608–1680) erbte Hornberg und setzte die Stammlinie fort. Hans Christoph bekam Michelfeld, Wolfgang bekam Oppenheim.
Nachkommen:
- Agnese Helena ⚭ Johann Conrad von Wallbronn
- Weiprecht (1608–1680), ⚭I Anna Bendikta von Gemmingen-Fürfeld (1614–1647), ⚭II Catharina Freiin von Hohenfeld (1608–1665)
- Hans Christoph († 1646), ⚭I Ludwika Anna Eva von Walderdorf († 1638), ⚭II Brigitta Johanna von Feilitzsch
- Wolfgang (1610–1658), unterschrieb den Westfälischen Frieden für die Reichsritterschaft, ⚭ Margaretha von Wallbrunn,
- Bernolph (* 1628)
- Reinhard (* 1629)
- Maria Margaretha (1631–1691), ⚭ O. P. Vogt von Hunoltstein
- Johannes (*/† 1633)